# Белорусы в Австралии
Белорусы Австралии (бел. Беларусы Аўстраліі, англ. Belarusian Australians) — белорусская диаспора, включающая граждан Австралии белорусского происхождения, а также граждан Республики Беларусь, живущих в Австралии. Большинство вопросов, связанных с общиной, решает Федеральный совет белорусских организаций в Австралии.

## История
Всего было три волны белорусской иммиграции в Австралию:
- 1919—1939
- Конец 1940-х — начало 1950-х годов
- 1990-е годы

Значительный наплыв белорусов в Австралию был в период с 1945 по 1949 года. В это время около 3000 белорусов иммигрировали в страну, некоторые из них были коллаборационистами, бежавшими из Европы от возможного возмездия. Большинство переехали не из Белоруссии, а из стран Западной Европы, таких как Германия, Австрия, Великобритания, Франция, Италия, Бельгия, Дания. Значительная часть иммигрантов были бывшими военнопленными польских и советских армий, люди, которые принудительно работали в Германии (остарбайтеры) во время Второй мировой войны, бывшие эмигранты и беженцы. В 1980-х и 1990-х волны белорусов, эмигрировавших в Австралию, значительно сократились. Люди эмигрировали по политическим, экономическим и семейным обстоятельствам (воссоединиться с семьями, которые уже жили в Австралии). Тем не менее, большинство из этих иммигрантов имели еврейское происхождение.
По переписи 1981 года в стране проживали 7328 белорусов, но уже в 1990 году было зарегистрировано только 4277.

## Демография
По официальным оценкам, белорусов в Австралии насчитывается около 4000 (эта оценка включает только фактических иммигрантов, а не людей белорусского происхождения, родившиеся в Австралии). Точное количество белорусских австралийцев трудно определить, так как перепись и иммиграционные статистика не признает белорусов в отдельную категорию. Многие из них были зарегистрированы как русские или поляки.
На 2001 год в стране проживали 2500 белорусов. Из них около 90 используют белорусский язык в повседневной жизни. В 2011 году в Австралии насчитавалось 1664 белорусов.

## Ассимиляция
В Австралии существуют несколько организаций, которые поддерживают средние школы белорусской диаспоры. В этих учебных заведениях изучают язык, культуру религиозных традиций Беларуси. Также действуют ряд белорусских хоров, театральных, музыкальными и танцевальными коллективов.
Из 10 тысяч иммигрантов, прибывших в страну в конце 1940-х годы, противостоять ассимиляционным тенденциям и сохранить собственную национальную идентичность смогли лишь 1,5—2 тыс. белорусов на всём австралийского континенте. Жизнь в городах и расстояния между ними, безусловно, мешали эффективному взаимодействию очагов диаспор и росту их влияния в австралийском обществе.